# Desmond Douglas
Pour les articles homonymes, voir Douglas.
Desmond Douglas (né en 1955 à Kingston en Jamaïque) est un pongiste britannique.
Il a remporté le Top 12 européen de tennis de table en 1987 et en a été finaliste en 1979 et 1983, il a été vice-champion d'Europe par équipe en 1978 et en 1988. Il a été champion du Commonwealth  en 1985, et 14 fois champion d'Angleterre. Il a représenté son pays lors des Jeux Olympiques de 1988 à Séoul.
Il a joué de nombreuses années en Allemagne dans le club du Borussia Düsseldorf.